# Sonate pour piano de Bloch
Pour les articles homonymes, voir Sonate pour piano (homonymie).
La Sonate pour piano est une sonate du compositeur suisse Ernest Bloch. Elle a été composée à Paris et à Châtel en Haute-Savoie entre mars et octobre 1935.

## Historique
Elle est dédiée au pianiste italien Guido Agosti qui l'a créée le 7 février 1936 au Teatro del Popolo, à Milan et l'a redonnée le 24 avril 1936 dans la Salle du Conservatoire de Genève. La création aux États-Unis a été faite le 22 septembre 1937 par Reginald Boardman.
Le manuscrit est conservé à l'Université de Californie à Berkeley.

## Structure
La sonate comporte trois mouvements et dure environ 22 minutes :
1. Maestoso ed energico - Animato (en ré majeur/ré mineur)
2. Pastorale - Andante
3. Moderato alla marcia (en si mineur)

## Analyse
Le premier mouvement est rempli de sourdes menaces. Le second est une longue rêverie. Le troisième mouvement retrouve un ton inquiétant : « le dieu de la guerre ; c'est le dernier mouvement de ma sonate » a déclaré le compositeur à sa fille Suzanne.